# وزارت برابری جنسیتی و خانواده کره جنوبی
وزارت برابری جنسیتی و خانواده (به کره‌ای: 여성 가족부) یا وزارت برابری جنسیتی (به کره‌ای: 여성부، 女性 部) یک بخش در سطح کابینه دولت کره جنوبی است. این وزارت در ابتدا در ۲۸ فوریه ۱۹۹۸ به عنوان کمیسیون ریاست جمهوری در امور زنان ایجاد، اما صورت امروزی آن در تاریخ ۲۹ ژانویه ۲۰۰۱ تشکیل شد.

## اهداف
بر اساس وب سایت رسمی وزارت برابری جنسی و خانواده کره جنوبی، اهداف اصلی این وزارت عبارت است از:
برنامه‌ریزی و هماهنگی سیاست زنان و بهبود وضعیت زنان از طریق ارتقاء حقوق زن، ایجاد، سازش و پشتیبانی از سیاست خانواده و سیاست خانواده چند فرهنگی، ایجاد رفاه و حمایت از جوانان، جلوگیری از خشونت علیه زنان، کودکان و جوانان و حمایت از قربانیان آن.

## جنجال‌ها
این وزارت همواره به دلیل درج کلمه زن (여성) در نام خود، مورد انتقاد قرار گرفته و متهم به جانبداری از زنان و نقض برابری جنسیتی شده‌است
تا کنون انتقادات گوناگونی علیه این وزارت مطرح شده که منجر به ایجاد جنبش‌هایی شده که خواستار لغو این وزارت در سال‌های ۲۰۰۶، ۲۰۰۸ و ۲۰۱۳ شده‌اند.
وزارت برابری جنسیتی در سال ۲۰۰۶، سیاستی را تصویب کرد که طبق آن به مردان برای عدم استخدام فاحشه‌ها در مهمانی‌های سال نو، پول پرداخت شود و به آنها گفته شد که با شماره شناسایی ملی خود در وب سایت ثبت نام کنند، کل بودجه آن ۳٬۶۰۰٬۰۰۰ وون (۳٬۱۷۵ دلار آمریکا) بود. این امر منجر به ایجاد جنبش و جمع‌آوری امضا برای لغو وزارتخانه شد.
در نوامبر ۲۰۱۱، هم وزارتخانه قانون «خاموشی اجباری» را تصویب کرد که طبق آن نوجوانان زیر سن ۱۶سال اجازه بازی کردن آنلاین از ساعت ۱۲ شب تا ۶ بامداد را نداشتند. این قانون به عنوان قانونی ناکارآمد به شدت مورد انتقاد قرار گرفت.